# 염화 구리(I)
염화 구리(I)(Copper(I) chloride)는 화학식 CuCl을 갖는 구리의 염화 이온이다. 이 물질은 물에 겨우 녹는 백색 고체이지만 고농축 염산에는 매우 잘 녹는다. 염화 구리(II)(CuCl2)의 존재로 인해 불순물 견본이 녹색으로 나타난다.

## 역사
로버트 보일이 17세기 중순에 처음 준비하였다.
HgCl2  +  2 Cu  →  2 CuCl  +  Hg